# Championnats du monde de beach-volley 2007
Navigation
Berlin 2005 Stavanger 2009
Les championnats du monde de beach-volley 2007, sixième édition des championnats du monde de beach-volley, ont lieu du 24 au 28 juillet 2007 à Gstaad, en Suisse. Ils sont remportés par les paires américaines constituées de Philip Dalhausser et Todd Rogers chez les hommes et de Misty May-Treanor et Kerri Walsh chez les femmes.